# Kang Kum-song
Kang Kum-song (1º maggio 1998) è un lottatore nordcoreano, specializzato nella lotta libera.

## Palmarès
- Giochi asiatici

Giacarta 2018: argento nei 57 kg.
- Campionati asiatici

Xi'an 2019: argento nei 57 kg.